# Podział administracyjny Kościoła katolickiego w Meksyku
Podział administracyjny Kościoła katolickiego w Meksyku – w ramach Kościoła katolickiego w Meksyku funkcjonuje obecnie dziewiętnaście metropolii, w których skład wchodzi dziewiętnaście archidiecezji, siedemdziesiąt trzy diecezji i cztery prałatury terytorialne. Osobną organizację posiadają: Kościół katolicki obrządku ormiańskiego, Kościół maronicki i Kościół melchicki.

## Kościół katolicki obrządku łacińskiego

### Metropolia Acapulco
- Archidiecezja Acapulco
  - Diecezja Chilpancingo-Chilapa
  - Diecezja Ciudad Altamirano
  - Diecezja Tlapa

### Metropolia Antequera (Oaxaca)
- Archidiecezja Antequera (Oaxaca)
  - Diecezja Puerto Escondido
  - Diecezja Tehuantepec
  - Diecezja Tuxtepec
    - Prałatura Terytorialna Huautla
    - Prałatura Terytorialna Mixes

### Metropolia Chihuahua
- Archidiecezja Chihuahua
  - Diecezja Ciudad Juárez
  - Diecezja Cuauhtémoc-Madera
  - Diecezja Nuevo Casas Grandes
  - Diecezja Parral
  - Diecezja Tarahumara

### Metropolia Durango
- Archidiecezja Durango
  - Diecezja Gómez Palacio
  - Diecezja Torreón
  - Diecezja Mazatlán
    - Prałatura Terytorialna El Salto

### Metropolia Guadalajary
- Archidiecezja Guadalajary
  - Diecezja Aguascalientes
  - Diecezja Autlán
  - Diecezja Ciudad Guzmán
  - Diecezja Colima
  - Diecezja San Juan de los Lagos
  - Diecezja Tepic
    - Prałatura Terytorialna Jesús María del Nayar

### Metropolia Hermosillo
- Archidiecezja Hermosillo
  - Diecezja Ciudad Obregón
  - Diecezja Culiacán
  - Diecezja Nogales

### Metropolia Jalapa
- Archidiecezja Jalapa
  - Diecezja Coatzacoalcos
  - Diecezja Córdoba
  - Diecezja Orizaba
  - Diecezja Papantla
  - Diecezja San Andrés Tuxtla
  - Diecezja Tuxpan
  - Diecezja Veracruz

### Metropolia León
- Archidiecezja León
  - Diecezja Celaya
  - Diecezja Irapuato
  - Diecezja Querétaro

### Metropolia Meksyku
- Archidiecezja Meksyku[1]
  - Diecezja Azcapotzalco
  - Diecezja Iztapalapa
  - Diecezja Xochimilco

### Metropolia Monterrey
- Archidiecezja Monterrey
  - Diecezja Ciudad Victoria
  - Diecezja Linares
  - Diecezja Matamoros
  - Diecezja Nuevo Laredo
  - Diecezja Piedras Negras
  - Diecezja Saltillo
  - Diecezja Tampico

### Metropolia Morelia
- Archidiecezja Morelia
  - Diecezja Apatzingán
  - Diecezja Ciudad Lázaro Cárdenas
  - Diecezja Tacámbaro
  - Diecezja Zamora

### Metropolia Puebla de los Angeles
- Archidiecezja Puebla de los Angeles
  - Diecezja Huajuapan de León
  - Diecezja Tehuacán
  - Diecezja Tlaxcala

### Metropolia San Luis Potosí
- Archidiecezja San Luis Potosí
  - Diecezja Ciudad Valles
  - Diecezja Matehuala
  - Diecezja Zacatecas

### Metropolia Tijuana
- Archidiecezja Tijuana
  - Diecezja Ensenada
  - Diecezja La Paz en la Baja California Sur
  - Diecezja Mexicali

### Metropolia Tlalnepantla
- Archidiecezja Tlalnepantla
  - Diecezja Cuautitlán
  - Diecezja Ecatepec
  - Diecezja Izcalli
  - Diecezja Netzahualcóyotl
  - Diecezja Teotihuacan
  - Diecezja Texcoco
  - Diecezja Valle de Chalco

### Metropolia Toluca
- Archidiecezja Toluca
  - Diecezja Atlacomulco
  - Diecezja Cuernavaca
  - Diecezja Tenancingo

### Metropolia Tulancingo
- Archidiecezja Tulancingo
  - Diecezja Huejutla
  - Diecezja Tula

### Metropolia Tuxtla Gutiérrez
- Archidiecezja Tuxtla Gutiérrez
  - Diecezja San Cristóbal de Las Casas
  - Diecezja Tapachula

### Metropolia Jukatanu
- Archidiecezja Jukatanu
  - Diecezja Campeche
  - Diecezja Tabasco
  - Diecezja Cancún-Chetumal

## Kościół katolicki obrządku ormiańskiego
- Egzarchat apostolski Ameryki Łacińskiej i Meksyku[2]

## Kościół maronicki
- Diecezja Nuestra Señora de los Mártires del Líbano en México[3]

## Kościół melchicki
- Diecezja Nuestra Señora del Paraíso en México[4]